# الجاملية (المفتاح)

تعديل مصدري - تعديل

الجاملية هي إحدى قرى عزلة الجبر الاعلى بمديرية المفتاح التابعة لمحافظة حجة، بلغ تعداد سكانها 44 نسمة حسب تعداد اليمن لعام 2004.